# 全身崩壊
全身崩壊（ぜんしんほうかい）は、即時かつ生存不可能な身体の破壊である。
一般的には、現代文化において「膨張した」「バラバラになった」「霧（赤またはピンク）になった」、または古い文化では「叩きつけられて粉々になった」などと表現され、全身崩壊は強力な爆発の内部または近くにいることで起こる可能性がある。爆傷としては最も重いものである。また、終端速度による落下や高速で衝突する物体の内部にいても起こる可能性がある。
（完全に破壊されていてもいなくても）脳が酸素に満ちた血液を奪われ、他の臓器も同様に身体の機能に必要な自律神経系を奪われるために、全身崩壊は常に人間や動物にとって致命的である。
不完全ながら、全身崩壊による身元不明の人間の遺体は、「分離された部分」として表現されることがある。